# 入出境管理辦法
《入出境管理辦法》於中華民國通常泛指台灣與中國大陸間的人民入出境管理特別法規。該辦法包含已廢止的《臺灣出入境旅客登記辦法》、《臺灣省入境軍公人員及旅客暫行辦法》、《戡亂時期臺灣地區入境出境管理辦法》、及現行《臺灣地區人民入出境管理作業規定》等。其大部分功能已被1999年施行的《入出國及移民法》取代。
《入出境管理辦法》首先訂定實施於1949年之台灣戒嚴時期，據頒訂主事者台灣省主席陳誠表示，該法最重要目的在於「一方面防止「共諜」的潛入，使北京當局的滲透戰術無法施展於臺島，同時並預防人口的過分增加，以減輕臺民的負擔。」